# Иоаким (Цакирис)
Митрополи́т Иоаким (греч. Μητροπολίτης  Ιωακείμ, в миру Иоанн Цакирис, греч. Ιωάννης Τσακίρης; 1934, Порт-Саид, Королевство Египет — 1 мая 2016, Афины, Греция) — епископ Александрийской православной церкви, митрополит Тамиафский.

## Биография
В 1953 году был рукоположен во диакона архиепископом Фавроским Виссарионом. В 1956 году рукоположен в сан священника епископом Вавилонским Иларионом. В 1961 году возведён в сан архимандрита. С 1960 по 1983 год служил в различных епархиях Элладской церкви.
В Александрийском патриархате он служил патриаршим эпитропом Александрии, настоятелем Георгиевского монастыря в Каире, а с 1983 по 1988 год — приходским священником в Триполи, Ливия.
1 мая 1988 года был хиротонисан в титулярного епископа Тамиафского.
13 января 1998 года был возведен в сан митрополита с оставлением на той же титулярной кафедре.
В 1999 году ушёл на покой. На покое пребывал в Никее, Греция.
Скончался в ночь на 1 мая 2016 года в больнице имени Гиппокрта в Афинах, где проходил лечение.